# Саботаж (альбом)
«Саботаж» — восемнадцатый студийный альбом российской рок-группы «Алиса», выпущенный 29 сентября 2012 года. Первый альбом группы, который был сведён на студии «Алисы».

## История
Информация о новом альбоме появилась летом 2011 года. В ноябре в программе «Вторая смена» «Нашего радио» Константин Кинчев сказал, что новый альбом, демо которого было записано ещё летом, будет «тяжёлый, хардовый — привет моей юности». В той же программе Константином были процитированы строчки:

«Всё как когда-то, лет тридцать назад,

По кухням ропот, по улицам мат.

Всего лишь миг, лишь доли секунд — 

И тишина превращается в бунт».

Как выяснилось позднее, он цитировал песню «Саботаж».
Песни «Крах» и «Саботаж» впервые были исполнены 18 февраля на московском концерте «Время менять имена».
Сведение альбома было закончено 25 мая 2012 года, мастеринг завершился 30 мая.
10 августа 2012 года на «Нашем радио» в рамках программы «Чартова дюжина» состоялась премьера студийной версии песни «Саботаж». В этот же день в программе «За сценой» Константин Евгеньевич рассказал об альбоме и своем видении современного мира:

Я просто обычный ретранслятор времени. Я ретранслирую то, что чувствую. Ощущение взрыва — это доминанта всего альбома. И, соответственно, моего мироощущения на сегодняшний день. Это не хорошо и не плохо, это данность. Вот это и ретранслирую, собственно. Есть ощущение чудовищного системного сбоя в стране. И, соответственно, как следствие, ощущение взрыва не покидает меня.

1 сентября на концерте в Москве состоялось премьерное исполнение ещё одной песни с альбома — «Рок». 7 сентября на официальном сайте «Алисы» был опубликован пресс-релиз,написанный Андреем Бледным из рэп-группы 25/17.
29 сентября в санкт-петербургском клубе «Космонавт» состоялась автограф-сессия Константина Кинчева, посвящённая выпуску альбома. В этот же день на сайте «Нашего радио» были выложены 9 песен с только что вышедшей пластинки. 30 сентября автограф-сессия прошла в Москве.
Концертные презентации «Саботажа» состоялись 17 ноября (Москва) и 1 декабря (Санкт-Петербург).
В 2013 году компанией «Neuroempire records» альбом был издан на двух грампластинках в трёх цветовых вариантах: чёрный, красный и красно-чёрный, тираж напечатан в Германии.
В 2015 году альбом был переиздан на CD в новом оформлении.

## Название
О названии альбома Константин Кинчев сказал следующее:

«Ситуация была такова: у меня уже была написана вся программа, то есть тринадцать песен было написано. И никак я не мог понять, как этот альбом будет называться. И последней песней из этого цикла написалась одноимённая песня [„Саботаж“]. И я понял точно, что альбом так и должен называться. То есть парадоксальная ситуация: поскольку вроде как все написано, а названия альбома ещё нет. Только последняя песня дала название этому альбому».

## Список композиций
Все тексты написаны Константином Кинчевым.
| №   | Название        | Музыка           | Длительность |
| --- | --------------- | ---------------- | ------------ |
| 1.  | «День огня»     | Кинчев, Парфёнов | 5:58         |
| 2.  | «Крах»          | Кинчев, Самойлов | 3:23         |
| 3.  | «Жги»           | Кинчев           | 6:02         |
| 4.  | «Кошмар»        | Романов          | 4:05         |
| 5.  | «Взрыв»         | Лёвин            | 4:30         |
| 6.  | «С Ним»         | Кинчев           | 4:28         |
| 7.  | «Ангел»         | Кинчев, Парфёнов | 6:02         |
| 8.  | «Черви»         | Кинчев           | 4:56         |
| 9.  | «Чёрная полоса» | Кинчев, Романов  | 4:38         |
| 10. | «Сны»           | Кинчев           | 3:07         |
| 11. | «Саботаж»       | Кинчев           | 4:42         |
| 12. | «Рок»           | Кинчев, Парфёнов | 4:01         |
| 13. | «Левша»         | Кинчев           | 4:04         |
| 14. | «Нальём»        | Кинчев, Лёвин    | 4:56         |

## Участники записи
- Константин Кинчев — клавиши, голос
- Пётр Самойлов — бас, голос
- Дмитрий Парфёнов («Ослик») — клавиши, голос
- Евгений Лёвин — гитары
- Игорь Романов — гитары
- Андрей Вдовиченко — барабаны

## Технические данные
- Продюсер — Константин Кинчев
- Звукозапись — «КГ звук», Санкт-Петербург
- Сведение — Jem на студии «КГ звук», Санкт-Петербург
- Мастеринг — Kai Blankenberg на Skyline Tonfabrik, Дюссельдорф
- Оформление — Андрей Давыдовский

## Отзывы
Константин Кинчев после сведения альбома отметил, что «Саботаж» — «лучшая работа Алисы за 30 лет». Впоследствии на пресс-конференции в Самаре он сказал , что эти слова — несколько преувеличенная оценка. «Это нескромно было сказано, в ажитации. Когда работа заканчивается, всегда есть некий эйфорический восторг. И поэтому я приношу извинения за эту самонадеянную фразу. Но мне он [альбом] нравится, да».

## Достижения
- За первую неделю декабря 2012 года «Саботаж» занял первое место по продажам альбомов в России.[13]
- По итогам 2012 года альбом занял 14-е место среди самых продаваемых дисков в России.[14]